# Малкин, Илья Абрамович
Илья Абрамович Малкин (4 августа 1940, Москва — 13 апреля 1982, Москва) — советский физик-теоретик, канд. физ.-мат. наук, доцент Московского физико-технического института.

## Биография
Родился в семье корректора Абрама Давидовича Малкина (1897—1971) и редактора Ольги Ильиничны Подобедовой (1912—1999).
В 1941—1943 гг. вместе с родителями был в эвакуации в г. Красноуфимске, в 1943 году семья вернулась в Москву.
В 1947 году поступил и в 1957 году окончил среднюю школу в Москве. В том же году поступил на 1 курс радиотехнического факультета Московского физико-технического института (МФТИ).
Будучи студентом, сдал экзамены Теоретического минимума Л. Д. Ландау, последний экзамен минимума сдал в 1961 году.
Участвовал в семинаре М. А. Наймарка по теории представлений групп, проходившем в Математическом институте АН СССР им. В. А. Стеклова.
В 1964—1967 годах учился в аспирантуре МФТИ.
В 1967 г. принят на должность ассистента кафедры теоретической физики (зав. кафедрой проф. В. Б. Берестецкий). В 1969 году защитил кандидатскую диссертацию на тему: «Некоторые вопросы теории симметрии в квантовой механике и квантовой теории поля», научный руководитель проф. В. Б. Берестецкий. В 1976 году стал доцентом той же кафедры. В МФТИ вел семинары и читал лекции по теории поля, квантовой механике и статистической физике, прочитал специальный курс по теории представлений групп. Автор и соавтор более ста научных работ по теоретической физике. В 1982 году подготовил докторскую диссертацию. Была назначена предзащита.
В ночь с 12 на 13 апреля 1982 года был при не выясненных обстоятельствах убит в Москве. Расследование убийства не дало результатов. Похоронен на Пятницком кладбище г. Москвы.

## Книги
- Малкин И. А.,Манько В. И. Динамические симметрии и когерентные состояния квантовых систем / Малкин И. А.,Манько В. И. — М.: Наука, 1979. — 319 с.
- Малкин И. А. Методы динамической симметрии в квантовой механике: Учеб. пособие / И. А. Малкин — Долгопрудный. МФТИ — 1979—116 с.
- Малкин И. А. Динамические симметрии нестационарных квантовых систем: Учеб. пособие / И. А. Малкин — М.: МФТИ — 1980 — 95 с.
- Малкин И. А. Алгебры динамической симметрии. — Киев : ИТФ, 1979. — (Препринт / АН УССР, Ин-т теорет. физики; ИТФ-79-75Р) — 47 с.

## Некролог
- Аллиллуев С. П., Беляев С. Т., Гинзбург В. Л., Манько В. И., Фомин И. А. «Памяти Ильи Абрамовича Малкина» УФН № 139 , с. 187—187 (1983)